# سید بهرام رشته احمدی
سیدبهرام رشته احمدی سرپرست دادسرای ناحیه یک تهران است. در اسفند ماه ۱۳۹۱، با حکم دادستان عمومی و انقلاب تهران، عباس جعفری دولت‌آبادی، رشته احمدی از سرپرستی دادسرای شهید مقدس (اوین) برکنار شد و علی تورک به عنوان جایگزین وی معرفی گردید. بهرام رشته احمدی نیز به سرپرستی دادسرای ناحیه یک منصوب شد.

## سوابق و مسئولیت‌های پیشین
به گفته برخی از منابع، بهرام رشته احمدی توسط عباس جعفری دولت‌آبادی به دادستانی تهران آورده شد. سابقه همکاری رشته احمدی و عباس جعفری دولت‌آبادی به زمان ریاست دولت‌آبادی بر دادگستری خوزستان بازمی‌گردد
بهرام رشته احمدی سوابقی چون:
معاون دادستان عمومی و انقلاب تهران در امور زندانها، معاون دادستان عمومی و انقلاب اهواز و مسئول امور زندانیان استان خوزستان، عضو کمیسیون عفو استان خوزستان و سرپرست روابط عمومی و ارتباطات دادگستری استان خوزستان را در کارنامه دارد.

## نقش بهرام رشته احمدی در فشار بر زندانیان سیاسی
- مهدیه گلرو طی نامه‌ای از زندان اوین به صادق لاریجانی به نقش بهرام رشته احمدی در تحت فشار گذاشتن خود با دستگیری همسرش، وحید لعلی پور اشاره می‌کند.[۹]
- زهرا رحیمی، همسر ابوالفضل قدیانی، از بهرام رشته احمدی به عنوان یکی از عوامل اجرایی انتقال ابوالفضل قدیانی از زندان اوین به زندان قزل‌حصار برای فشار بیشتر بر ابوالفضل قدیانی یاد می‌کند.[۱۰]
- با دستور بهرام رشته احمدی، از اعزام محسن امین‌زاده، به بیمارستان جلوگیری شده است.[۱۱]
- بهرام رشته احمدی نقش اساسی و مؤثری در محدود کردن ملاقاتهای مصطفی تاج‌زاده با بستگان درجه یکش را عهده‌دار بوده است.[۱۲]
- پیمان عارف پس از آزادی، با شکایت بهرام رشته احمدی، مدت ۳ هفته را در بند ۳۵۰ زندان اوین در اعتصاب غذا گذراند و به دلیل «نشر اکاذیب به قصد تشویش اذهان عمومی از طریق مصاحبه با سایت کلمه»، به دادگاه احضار گردید.[۱۳]

## برخورد با فرزندان هاشمی رفسنجانی
بهرام رشته احمدی از ملاقات فائزه هاشمی با مادرش ،عفت مرعشی هنگامی که مشغول گذراندن دوران محکومیتش در بند زنان زندان اوین بود جلوگیری کرد. وی به فائزه هاشمی گفته بود تا وقتی زنده است اجازه نمی‌دهد وی پایش را از زندان اوین بیرون بگذارد. در دیگر برخورد رشته احمدی با فرزندان هاشمی رفسنجانی، می‌توان به ممانعت از حضور وکیل مهدی هاشمی، محمود علیزاده طباطبایی، در زمان تحقیقات مربوط به پرونده مهدی هاشمی اشاره کرد.

## تحریم اتحادیه اروپا
اتحادیه اروپا طی تصمیم مورخ روز جمعه ۴ فروردین (۲۳ مارس) در بروکسل، ۱۷ مقام ایرانی از جمله بهرام رشته احمدی را به دلیل نقشی که در نقض گسترده و شدید حقوق شهروندان ایرانی داشته‌اند، از ورود به کشورهای این اتحادیه محروم کرد. کلیه دارایی‌های این مقامات نیز در اروپا توقیف خواهد شد.

## موارد نقض حقوق بشر
بر اساس بیانیه اتحادیه اروپا، آقای رشته احمدی به دلیل تضییع حقوق زندانیان، از جمله ندادن اجازه ملاقات یا امکان استفاده از دیگر مزایای قانونی به ویژه در مورد زندانیان سیاسی و مدافعان حقوق بشر، به نقض حقوق بشر متهم شده است.